# Karim Khan (Perzië)
Karim Khan (Perzisch: کریم خان زند) (ca. 1705 - 1779), was sjah van Perzië en stichter van de Zand-dynastie.
Karim Khan was een generaal onder Nader Shah Afshar. Na diens dood in 1747 brak een burgeroorlog uit in Perzië. Karim Khan, Abolfath Khan en Ali Mardan Khan sloten een verbond waarbij ze Perzië onder elkaar verdeelden en Ismail III op de troon zetten. Hun alliantie eindigde toen Ali Mardan Khan Isfahan binnendrong en Abdolfath Khan doodde. Karim Khan doodde Ali Mardan Khan en verkreeg zo de heerschappij over Perzië behalve Khorasan, dat bestuurd werd door Shah Rukh, een kleinzoon van Nader Shah Afshar.
Karim Khan herstelde de betrekkingen met Groot-Brittannië en stond de British East India Company toe om een handelspost te openen te Bushehr in het zuiden van Perzië. Hij maakte Shiraz tot hoofdstad.
Na de dood van Karim Khan brak opnieuw een burgeroorlog uit en kwamen de Kadjaren aan de macht.